# Spalding Gray
Spalding Gray (Barrington, 5 giugno 1941 – New York, 10 gennaio 2004) è stato un attore, sceneggiatore e commediografo statunitense.
È conosciuto specialmente per i suoi monologhi, che indirizzano eventi della sua vita in uno stile caratterizzato da humor, paranoia e autocoscienza.

## Biografia
Dopo aver recitato alcuni ruoli cinematografici secondari, Gray ha raggiunto un ruolo di prim'ordine con il suo film Swimming to Cambodia, versione cinematografica di uno dei suoi monologhi. Il monologo è basato sulla sua esperienza risalente al 1984 nel sud-est asiatico, dove si trovava per recitare una piccola parte nel film Urla del silenzio.
Ha attirato l'attenzione della critica postmodernista, per quanto concerne il grado di sovrapposizione di sé stesso con il personaggio del palcoscenico, ed è stato sovente criticato per il modo in cui si appropriava delle fortune e sfortune altrui come materiale per i suoi monologhi.
È stato membro fondatore della compagnia di teatro sperimentale The Wooster Group. È anche apparso a Broadway in un revival de Our Town di Thornton Wilder.
Agli inizi degli anni '90 ha pubblicato il suo primo e unico romanzo, Impossible Vacation. Il romanzo è basato fondamentalmente sull'esperienza di vita di Gray, inclusa la sua educazione cristiana scientista, lo sfondo protestante, il suicidio di sua madre.

## Vita privata
Nel 1994 Gray sposa Kathleen Russo, insieme hanno due figli maschi e una figlia adottiva.
A giugno del 2001, mentre si trovava in vacanza in Irlanda, un incidente con l'auto gli causò la frattura della scatola cranica e varie menomazioni neurologiche. Per un cultore dello sport come Gray, provetto sciatore, i nuovi limiti fisici diventano una tortura. Da questo momento in poi la sua salute mentale peggiora, Gray, già affetto da disturbo bipolare, come sua madre (morta suicida all'età di 52 anni), soffre di gravi episodi depressivi che lo spingeranno più volte a tentare il suicidio. L'ultima volta nel 2002, quando si riuscì a dissuaderlo dal gettarsi da un ponte di Long Island.

A gennaio del 2004 Gray viene dichiarato scomparso. La notte precedente la sua scomparsa ha visto il film di Tim Burton Big Fish, che finisce con questo verso: 
La vedova di Gray ha dichiarato: "Spalding ha pianto dopo aver visto il film. Penso che gli abbia dato il permesso di morire". Il 7 marzo 2004 il corpo di Spalding Gray viene recuperato dall'East River di Greenpoint a Brooklyn. Il caso viene archiviato come suicidio. Gray stava lavorando ad un nuovo monologo al momento della scomparsa, la cui trama riguardava l'incidente in Irlanda e i successivi tentativi di guarigione. Si pensa che questo abbia acuito il suo stato depressivo. Nel 2005 il monologo incompiuto è stato pubblicato in un'edizione rilegata intitolata Life Interrupted: The Unfinished Monologue

## Filmografia

### Attore

#### Cinema
- Love-In '72, regia di Karl Hansen e Sidney Knight (1970)
- The Farmer's Daughters, regia di Zebedy Colt (1976)
- Brivido erotico (Maraschino Cherry), regia di Radley Metzger (1978)
- Anybody's Woman, regia di Bette Gordon - cortometraggio (1981)
- Scelte difficili (Hard Choices), regia di Rick King (1984)
- Una coppia quasi perfetta (Almost You), regia di Adam Brooks (1984)
- Urla del silenzio (The Killing Fields), regia di Roland Joffé (1984)
- Sette minuti in Paradiso (Seven Minutes in Heaven), regia di Linda Feferman (1985)
- True Stories, regia di David Byrne (1986)
- Un gentleman a New York (Stars and Bars), regia di Pat O'Connor (1988)
- Il grande cuore di Clara (Clara's Heart), regia di Robert Mulligan (1988)
- Spiagge (Beaches), regia di Garry Marshall (1988)
- Linea diretta - Un'occasione unica (Straight Talk), regia di Barnet Kellman (1992)
- Un pezzo da 20 (Twenty Bucks), regia di Keva Rosenfeld (1993)
- Buona fortuna, Mr. Stone (The Pickle), regia di Paul Mazursky (1993)
- Piccolo, grande Aaron (King of the Hill), regia di Steven Soderbergh (1993)
- Cronisti d'assalto (The Paper), regia di Ron Howard (1994)
- Bad Company, regia di Damian Harris (1995)
- Oltre Rangoon (Beyond Rangoon), regia di John Boorman (1995)
- Drunks, regia di Peter Cohn (1995)
- Ultimo appello (Glory Daze), regia di Rich Wilkes (1996)
- Diabolique, regia di Jeremiah S. Chechik (1996)
- Jimmy Zip, regia di Robert McGinley - cortometraggio (1996)
- Al di là del desiderio (Bliss), regia di Lance Young (1997)
- Coming Soon, regia di Colette Burson (1999)
- Julie Johnson, regia di Bob Gosse (2001)
- Revolution Number 9, regia di Tim McCann (2001)
- Kate & Leopold, regia di James Mangold (2001)
- Due sballati al college (How High), regia di Jesse Dylan (2001)
- The Paper Mache Chase, regia di David Jordan - cortometraggio (2003)

#### Televisione
- Saturday Night Live – serie TV, episodio 2x22 (1977)
- Alive from Off Center – serie TV (1986)
- Spenser (Spenser: For Hire) – serie TV, episodio 2x12 (1987)
- Trying Times – serie TV, episodio 1x04 (1987)
- Great Performances – serie TV (1989)
- Verità nascoste (The Image), regia di Peter Werner – film TV (1990)
- Sacrificio satanico (To Save a Child), regia di Robert Lieberman – film TV (1991)
- Zelda, regia di Pat O'Connor – film TV (1993)
- La tata (The Nanny) – serie TV, 9 episodi (1997-1998)
- The Mike O'Malley Show – serie TV, episodio 1x02 (1999)

## Doppiatori italiani
Nelle versioni in italiano delle opere in cui ha recitato, Spalding Gray è stato doppiato da:
- Pino Colizzi in Spiagge
- Michele Kalamera ne Il grande cuore di Clara
- Oliviero Dinelli in Linea diretta - Un'occasione unica
- Dario Penne in Cronisti d'assalto
- Sergio Di Stefano in Oltre Rangoon
- Claudio Ridolfo in Due sballati al college

## Pubblicazioni
- Rumstick Road (1977)
- Point Judith (1979)
- Swimming to Cambodia (1985)
- Rivkala's Ring (1985)
- Sex and Death to the Age 14 (1986)
- In Search of the Monkey Girl (1987)
- Monster in a Box (1992)
- Impossible Vacation (1993)
- Gray's Anatomy (1994)
- It's a Slippery Slope (1997)
- Morning, Noon and Night (1999)
- Life Interrupted: The Unfinished Monologue (2005)